# José Ignacio de Urquidi
José Ignacio Marcelino de Urquidi y Jugo (Valle de San Bartolomé, Nueva Vizcaya, 22 de abril de 1771 - Ciudad de México, 25 de agosto de 1826). Fue un militar y político de origen novohispano, que tras la independencia de México se desempeñó como primer gobernador del estado de Chihuahua.

## Carrera militar
José Ignacio de Urquidi nació en el antiguo Valle de San Bartolomé —hoy Valle de Allende—, la población más antigua del hoy estado de Chihuahua en 1771. Sus padres fueron Agustín de Urquidi y Bárbara de Jugo, quienes poseían una hacienda, denominada Hacienda de la Concepción en la jurisdicción del pueblo antes mencionado.
Cuando tenía doce años de edad se trasladó a la Ciudad de México y en 1789 inició su carrera militar al ingresar como cadete en el Regimiento fijo de Puebla. Tiempo después, dicho regimiento recibió órdenes de trasladarse a La Habana, Cuba, realizando la travesía en la fragata Pomona. Atacados por la flota inglesa durante la travesía, José Ignacio de Urquidi fue capturado y recluido como preso en la ciudad de Pensacola, hasta su canje por prisioneros ingleses.
Llegó finalmente a Cuba, donde prestó sus servicios militares, alcanzando el grado de capitán en 1808 y en donde permaneció hasta el año de 1816, en que retornó a la Nueva España en el séquito del recién nombrado virrey Juan Ruiz de Apodaca. Ascendió al grado de teniente coronel y fue nombrando comandante militar de la Intendencia de Puebla por el mismo virrey Apodaca.

## Carrera política
Ante la consumación de la Independencia de México en 1821, José Ignacio de Urquidi solicitó su retiro del ejército, obteniéndolo con el grado de coronel. Al año siguiente, 1822, resultó elegido diputado al Congreso Constituyente, mismo que sería posteriormente disuelto por decreto del emperador Agustín I.
Ante dicha situación, José Ignacio de Urquidi resolvió entonces retornar a su lugar de origen, el Valle de San Bartolóme, y a radicarse en la Hacienda de la Concepción, donde radicaban sus hermanos, y que junto a ellos había recibido en herencia de sus padres.
El 19 de julio de 1823 el Congreso Constituyente creó la nueva provincia de Chihuahua al separar la antigua de la Nueva Vizcaya en las de Chihuahua y Durango. Ese mismo año resultó elegido primer vocal de la diputación provincial de la misma, y por ministerio de ley le correspondió ocupar la jefatura política de la provincia del 19 de noviembre de 1823 al 3 de abril de 1824 y del 17 de mayo al 8 de septiembre del mismo año.
El 6 de julio de 1824 el Congreso erigió el estado de Chihuahua y en consecuencia se celebraron elecciones para diputados al Congreso Constituyente del estado, resultado electo diputado al mismo. El congreso se instaló el 8 de septiembre del mismo año, y el mismo día procedió a elegir al primer gobernador del estado, recayendo la elección en José Ignacio de Urquidi.
Solicitó licencia al cargo el 26 de septiembre de 1825 para atender sus negocios particulares y retornó al ejercicio del cargo el 27 de noviembre del mismo año.
Durante su gobierno, se estableció por completo el sistema adminstrativo del gobierno de Chihuahua, promulgandose las primeras leyes reglamentarias en diversos temas. Se establecieron el Consejo de Gobierno, la Administración General de Rentas y las Juntas de Diezmos y Almonedas. Además solicitó a todos los ayuntamientos del estado que establecieran escuelas básicas en sus jurisdicciones e introdujo la primera imprenta que existió en el estado de Chihuahua.
En su administración se inició el proceso mediante el cual las principales poblaciones del estado de Chihuahua recibieron nuevas denominaciones en memoria de los caudillos de la Guerra de Independencia; así San Jerónimo se convirtió en Aldama, Santa Rosalía en Camargo, Guajoquilla en Jiménez y su pueblo natal, Valle de San Bartolomé, pasó a denominarse Valle de Allende.
José Ignacio de Urquidi se caracterizó por un profundo respeto a las instituciones republicanas recién establecidas en el país y en el estado, y se condujo estrictamente dentro de los límites de la ley en sus funciones, manifestandose siempre como cumplido ejecutor de todos los mandatos establecidos por el Congreso del estado. El 7 de diciembre de 1825 le correspondió promulgar la primera constitución del estado de Chihuahua.
De acuerdo con dicha constitución, en 1826 el Congreso del Estado procedió a la elección del primer Gobernador Constitucional del Estado, resultando electo para el cargo Simón Elías González. Como este se desempeñaba como Gobernador del Estado de Occidente (Sonora y Sinaloa), entregó el poder ejecutivo del estado el 27 de febrero del mismo año al vicegobernador electo, José Antonio Arce Hinojos.
Retirado del poder ejecutivo, se trasladó a su Hacienda de la Concepción donde fijó su residencia. En mayo del mismo año se trasladó a la Ciudad de México a atender sus negocios y estando en dicha ciudad el Congreso del Estado lo eligió como senador al Congreso de la Unión; sin embargo, no llegó a tomar posesión del cargo pues murió en la capital de la república el 25 de agosto del mismo 1826 y fue sepultado en el antiguo Templo de la Merced.